# Manne Ginsburg
David Emanuel Ginsburg, känd som Manne Ginsburg, född 20 oktober 1902 i Stockholm, död 14 december 1989, var en svensk radiotjänsteman, förlagschef och författare.
Ginsburg, som avlade filosofisk ämbetsexamen vid Uppsala universitet 1927, anställdes 1929 som sekreterare vid Radiotjänsts ledning. Han blev 1942 redaktör vid Röster i radio och 1947 chef för hela publikationsavdelningen inom Radiotjänst. Han var även chefredaktör för Hörde ni? som gavs ut av Radiotjänst 1948–1956. Han slutade som chef för förlagsavdelningen 1965 och var istället chefredaktör för Röster i radio fram till 1967.
Ginsburg skrev Till fjälls på skidor, Saxon & Lindströms 1953, Med Swell över Nordsjön (tillsammans med Gert Preisler), Forum 1953, Segelbåten, Rabén & Sjögren 1957 samt Mina båtar, Rabén & Sjögren 1964.
Ginsburg var son till missionären Johannes Ginsburg och Fanny Poppius. Han gifte sig 1937 med textilkonstnären Gunnel Ginsburg, född Segerstedt (1911–1997), som var dotter till Viktor Segerstedt. Deras barn är TV-producenten Agneta Ginsburg (född 1938), läkaren Bengt-Erik Ginsburg (född 1940), illustratören Gunnel Ginsburg (1942–2022), TV-producenten Eva Ginsburg (född 1945), läraren Ulla Ginsburg (född 1945) och journalisten Sven Ginsburg (född 1947). Pernilla Glaser är en dotterdotter och Amanda Ginsburg en sondotter.
Manne Ginsburg är begravd på Lidingö kyrkogård.

## Källhänvisningar
1. ↑  läs online, Projekt Runeberg .[källa från Wikidata]
2. ↑  Ginsburg, Manne i Vem är det 1957
3. ↑  Ginsburg, Manne i Vem är det 1969
4. ↑  Ginsburg, Agneta i Vem är hon: kvinnor i Sverige: biografisk uppslagsbok (1988)
5. ↑  Dödsannons i Dagens Nyheter
6. ↑  FinnGraven.se